# Округ Трусдејл (Тенеси)
Трусдејл (енгл. Trousdale County) је округ у америчкој савезној држави Тенеси.

## Демографија
По попису из 2010. године број становника је 7.870, што је 611 (8,4%) становника више него 2000. године.
| Група             | 2000.         | 2010.         |
| Белци             | 6.249 (86,1%) | 6.761 (85,9%) |
| Афроамериканци    | 824 (11,4%)   | 754 (9,6%)    |
| Азијати           | 8 (0,1%)      | 18 (0,2%)     |
| Хиспаноамериканци | 110 (1,5%)    | 198 (2,5%)    |
| Укупно            | 7.259         | 7.870         |